# Ricard
Pour les articles homonymes, voir Ricard (homonymie).

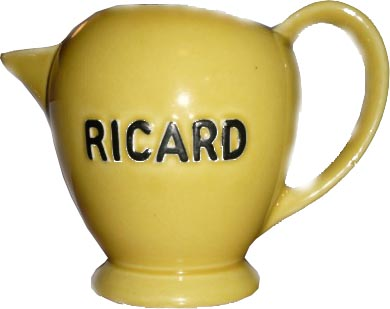
Pichet à eau Ricard.

La société Ricard, est une société anonyme française fondée le 17 juillet 1932 à Marseille par Paul Ricard. Elle appartient aujourd'hui au groupe Pernod Ricard et produit le pastis Ricard, boisson à base d'anis et de réglisse.

## Histoire
- 1932 : Âgé de 23 ans, Paul Ricard invente une boisson et lui donne son nom, le Ricard est né[1]. Il commercialise alors son propre pastis à l'aide du slogan « Ricard, le vrai pastis de Marseille »[2]. Le balcon du club Pernod Ricard sur le vieux port de Marseille célébrant les 90 ans de la boisson.

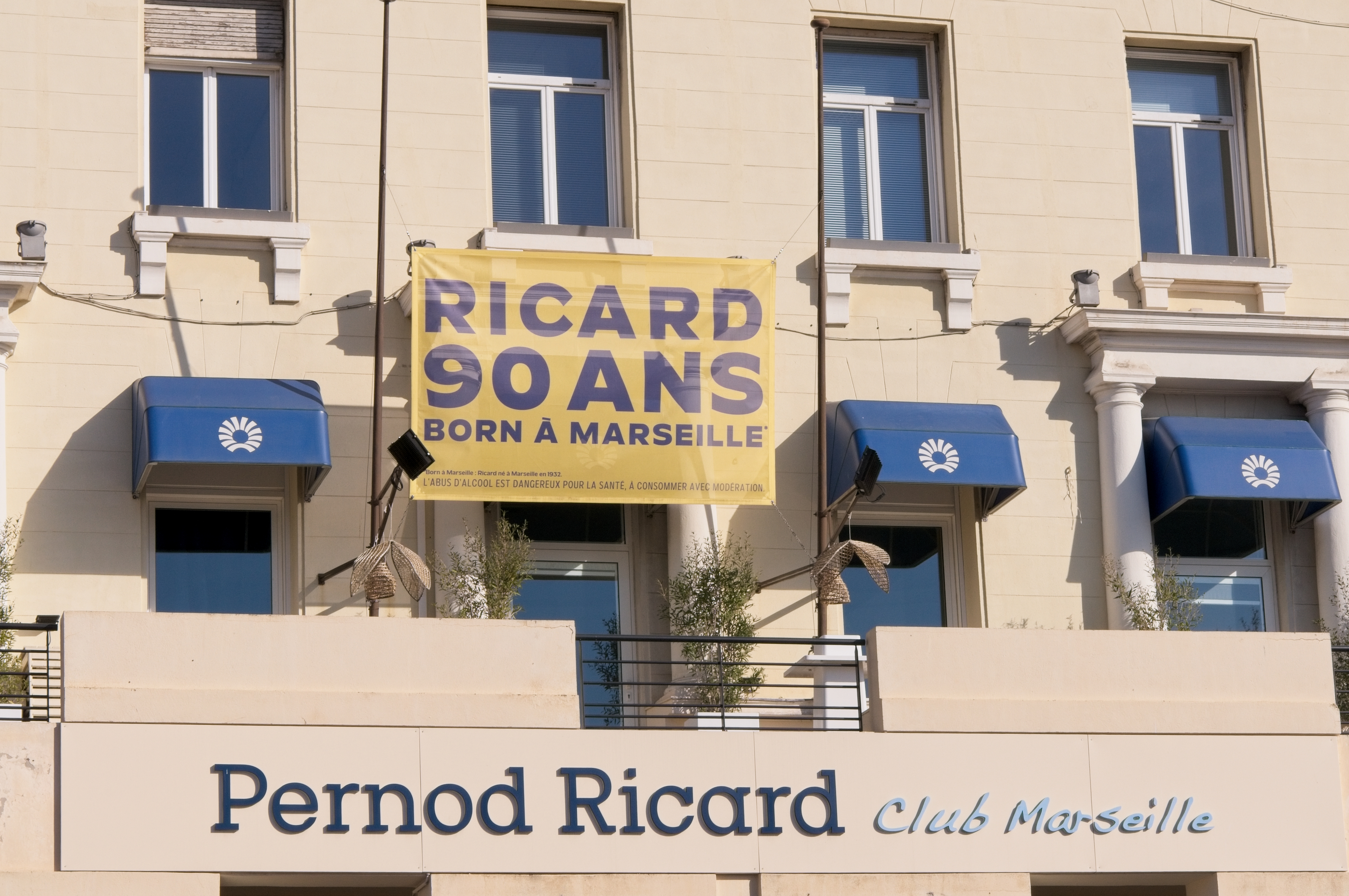
Le balcon du club Pernod Ricard sur le vieux port de Marseille célébrant les 90 ans de la boisson.

- 1940 : Sous le gouvernement de Vichy, le pastis à 45° est interdit. Paul Ricard ne produit plus sa boisson jusqu'en 1951, date à laquelle elle est à nouveau autorisée à la vente[3].
- Dans les années 1960, Paul Ricard ouvre des usines Ricard en France.
- 1968 : Paul Ricard passe la direction de l'entreprise à son fils Bernard.
- En octobre 1975 : Paul Ricard s'allie avec Jean Hémard du groupe Pernod pour fusionner et donner naissance au groupe Pernod Ricard[4]. Le groupe est second distributeur mondial de vins et spiritueux et no 1 sur le marché européen[5].

## Le pastis Ricard
Le Ricard est un pastis à base d'anis, de réglisse et d'herbes de Provence créé par Paul Ricard en 1932.
Ricard est la marque de pastis la plus vendue au monde, avec 37,1 millions de litres en 2020. 
Son principal concurrent est le Pastis 51, qui fait également partie depuis 1975 du groupe Pernod Ricard, mais produit et distribué par la société Pernod.

## Marques produites et distribuées par la société Ricard en France
En 2017, la société Ricard a deux fonctions : 
- produire les marques Ricard, Pacific, Lillet afin de les commercialiser en France et les exporter partout dans le monde à travers les filiales de distribution du groupe Pernod Ricard ;
- commercialiser certains produits du groupe Pernod Ricard en France (Clan Campbell, Chivas Regal, Jameson, Absolut, Malibu, Perrier Jouet).

## Notoriété
La bouteille d'un litre de Ricard est le produit le plus consommé quant au chiffre d'affaires en 2017, en 2018, et en 2022 en France devant le pack de 6 bouteilles d'1,5 litre de Cristaline et la bouteille d'un litre de William Peel. Respectivement, le chiffre d'affaires annuel est de 265 puis de 275 millions d’euros.

## Controverse sur l'alcoolisme
En 2019, trois anciens commerciaux de l'entreprise dénoncent « la pression permanente » pour boire au travail, et expliquent être devenus « dépendants » et « malades ». Ils étaient poussés à boire avec les consommateurs afin de les fidéliser et pour « donner l'exemple ».
Ce sujet avait déjà été dénoncé en 2005 par le livre Dealer Légal, un recueil de témoignages des journalistes Eric Coder et Carol Galand. La société Ricard les poursuivant pour diffamation fut déboutée en justice en 2011,.